# Punta de l'Ereta (Horta de Sant Joan)
La Punta de l'Ereta és una muntanya de 926 metres que es troba al municipi d'Horta de Sant Joan, a la comarca de la Terra Alta.